# Yingjiang (Dehong)
Der Kreis Yingjiang (chinesisch 盈江县, Pinyin Yíngjiāng Xiàn; Dai: ᥛᥫᥒᥰᥘᥣᥲ, IPA [məŋlaː]) ist ein Kreis des Autonomen Bezirks Dehong der Dai und Jingpo im Westen der chinesischen Provinz Yunnan. Er hat eine Fläche von 4.319 km² und zählt 292.508 Einwohner (Stand: Zensus 2020). Sein Hauptort ist die Großgemeinde Pingyuan (平原镇).
Die Yunyan-Pagode (Yunyan ta 允燕塔) steht seit 2006 auf der Liste der Denkmäler der Volksrepublik China (6-1061).

## Administrative Gliederung
Auf Gemeindeebene setzt sich der Kreis aus acht Großgemeinden und sieben Gemeinden (davon einer Nationalitätengemeinde) zusammen. Diese sind:
- Großgemeinde Pingyuan 平原镇
- Großgemeinde Jiucheng 旧城镇
- Großgemeinde Nabang 那邦镇
- Großgemeinde Nongzhang 弄璋镇
- Großgemeinde Zhanxi 盏西镇
- Großgemeinde Kachang 卡场镇
- Großgemeinde Xima 昔马镇
- Großgemeinde Taiping 太平镇

- Gemeinde Xincheng 新城乡
- Gemeinde Yousongling 油松岭乡
- Gemeinde Mangzhang 芒章乡
- Gemeinde Zhina 支那乡
- Gemeinde Mengnong 勐弄乡
- Gemeinde Tongbiguan 铜壁关乡
- Gemeinde Sudian der Lisu 苏典傈僳族乡